# Cairn de Gavrinis
Le cairn de Gavrinis est un mégalithe situé sur l'île de Gavrinis sur la commune de Larmor-Baden dans le département du  Morbihan, en région Bretagne. Le cairn de Gavrinis comporte un décor exceptionnel, c'est le monument mégalithique le plus somptueusement décoré de toute la Bretagne et l'un des plus spectaculaires en Europe. 
Il fait l'objet d'un classement au titre des monuments historiques par arrêté du 19 juillet 1901. 
En juillet 2025, le cairn est inscrit sur la liste de l'UNESCO au Patrimoine mondial dans le bien des mégalithes de Carnac et des rives du Morbihan,.

## Situation géographique
Le cairn se trouve à l'extrémité sud de l'île de Gavrinis, située dans la partie centrale du golfe du Morbihan. Elle est proche des communes d'Arzon et de Locmariaquer, tout près de la côte, puisque quelques minutes de bateau suffisent pour l'atteindre.

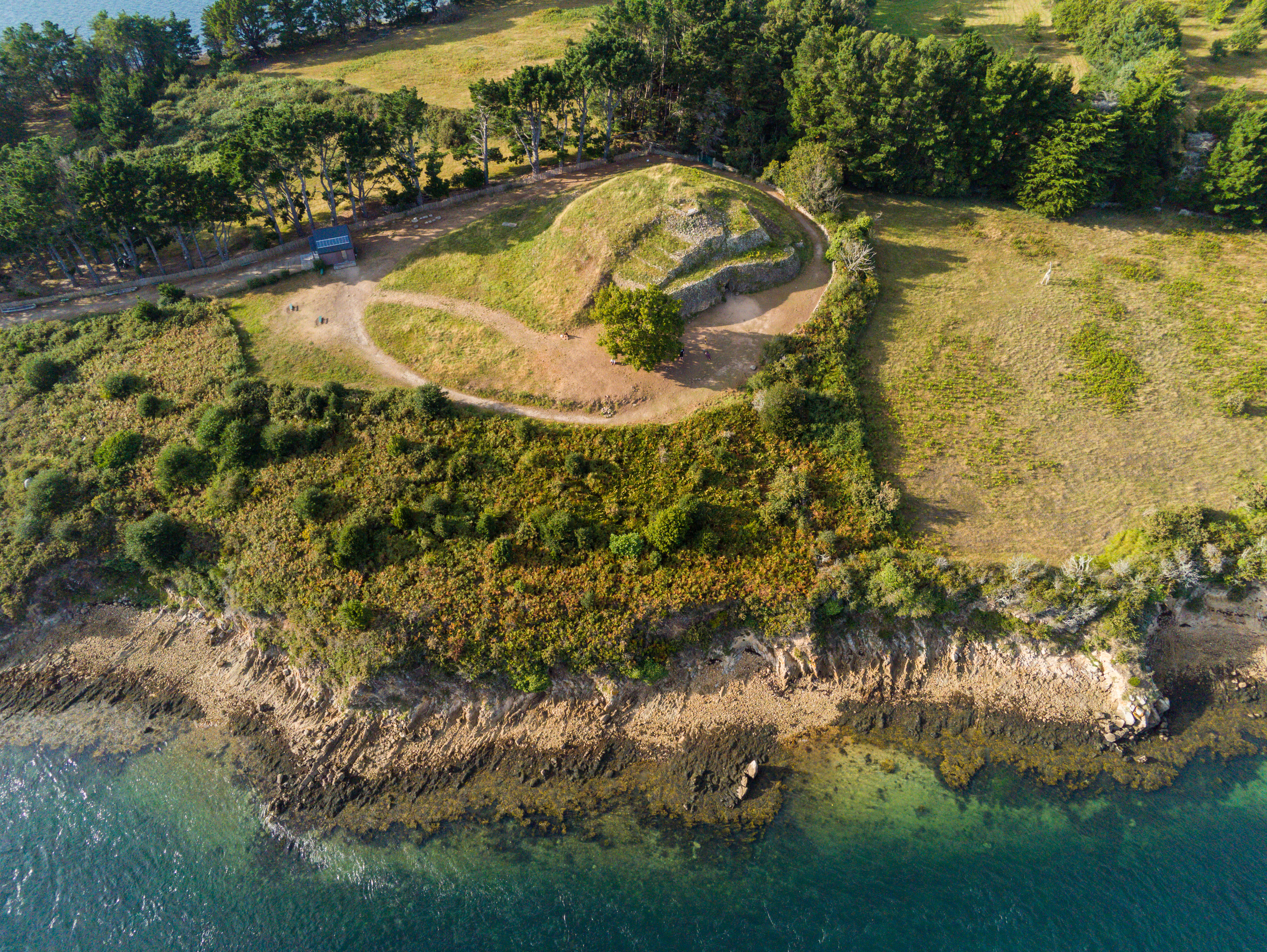
Vue aérienne du cairn.

## Histoire
À l'époque de la construction du cairn (entre 4250 et 4000 ans av. J.-C.), l'île était encore rattachée au continent. Son utilisation cessa vers 3300 - 3100 av. J.-C.. Les structures légères en bois qui se dressaient devant la façade furent incendiées et immédiatement recouvertes d'une masse de pierre qui condamna l'entrée. Une chape de sable fut même ajoutée pour transformer ce cairn monumental en monticule aveugle.
L'île est fréquentée à l'époque romaine comme l'atteste la découverte de tessons d'amphores, de céramiques sigillées et d'une meule. Au Moyen Âge, l'île est occupée par un monastère. La première description relativement précise de Gavrinis est due au chanoine Joseph Mahé. Dans son Essai sur les Antiquités du Morbihan en 1825, il évoque sommairement les ruines de l'église et insiste davantage sur le cairn. En 1801, le site est acheté par le docteur Cauzique, alors maire de Crach. En 1829, il entreprend de défricher les terres afin d'y installer des fermiers, rase les derniers vestiges du monastère, et par la même occasion il dégage le cairn. C'est ainsi qu'il découvre accidentellement en 1832 au fond du cratère une anfractuosité conduisant à la chambre du dolmen qui a déjà été visitée semble-t-il.
Les premières fouilles connues datent de 1835 : le couloir d'accès est alors encombré de pierrailles jusqu'au plafond. Prosper Mérimée, venu sur place alors que le dégagement était en cours, en donne une description : 

« Ce qui distingue le monument de Gavrinis de tous les dolmens que j'ai vus, c'est que presque toutes les pierres composant ses parois sont sculptées et couvertes de dessins bizarres. Ce sont des courbes, des lignes droites, brisées, tracées et combinées de cent manières différentes... Parmi une multitude de traits... on en distingue un petit nombre que leur régularité et leur disposition singulière pourraient faire ressembler à des caractères d'écriture... Il y a encore des chevrons, des zigzags et bien d'autres traits impossibles à décrire »

— Prosper Mérimée,  Notes de voyage dans l'ouest de la France, 1836
Des fouilles complémentaires sont réalisées par Gustave de Closmadeuc entre 1881 et 1884 et Zacharie Le Rouzic de 1925 à 1927. Le Rouzic réalise les premiers travaux de restauration du site vers 1930. Le département du Morbihan rachète le monument en 1961. À partir de 1969, le ministère de la Culture et le conseil général du Morbihan ont entrepris une série de travaux de restauration et des fouilles qui ont profondément modifié la connaissance de ce monument. Entre 1985 et 1995, Charles-Tanguy Le Roux fouille complètement le cairn et contribue à sa mise en valeur dans les années 1980.
En 2011, un travail de numérisation du cairn de Gavrinis débute sous la direction de Serge Cassen et de Laurent Lescop. L'objectif est de numériser les gravures présentes sur les orthostates afin de mieux pouvoir les interpréter. En 2013, la numérisation est achevée, ce qui permet de disposer d'une représentation en trois dimensions du cairn.

## Description

### Architecture

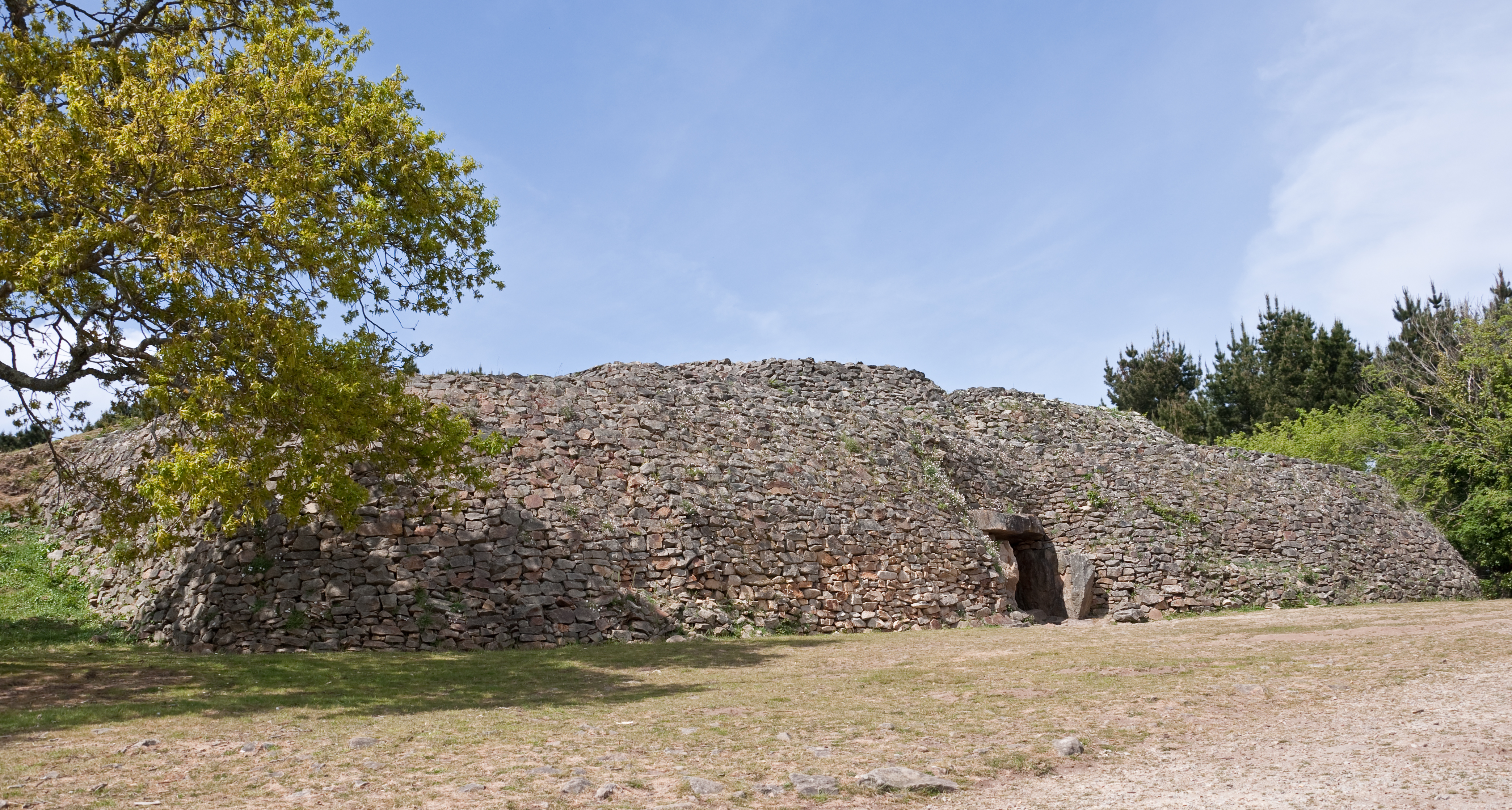
Vue extérieure en 2010.

Selon la terminologie actuelle, le monument est un « dolmen à long couloir et à chambre simple ». 
Le cairn est presque circulaire (diamètre de 54 à 60 m) pour une hauteur de 6 à 8 m, en fait c'est un quadrangulaire aux angles arrondis. Il a été conservé intact depuis sa construction sauf dans sa partie sommitale. Il est ceinturé par des murs en parements montés avec soin, qui contrastent avec l'intérieur du cairn formé d'un amoncellement de pierres de dimension variée. La masse interne du cairn renferme plusieurs murs concentriques permettant d'en contenir la poussée. La partie supérieure comporte des zones perturbées par des extractions de pierres, antiques ou médiévales. Le cairn représente un volume de 5 000 m3, correspondant à l'empierrement d'une surface équivalant à trois ou quatre fois celle de l'île. Les archéologues ont estimé que sa construction a nécessité « environ 100 000 journées de travail (soit à peu près trois ans pour une centaine de personnes) ». La quasi-totalité des pierres sont constituées par des moellons, en granite clair à grain fin, issu du substratum local. Leurs arêtes montrent qu'ils ont été pour la plupart récoltés en surface plutôt qu'extraits dans des carrières.
L'ouverture du cairn est orientée au sud-ouest, orientation courante pour un monument de ce type. Le couloir intérieur d'accès à la chambre mesure plus de 13 m de long, ce qui en fait le deuxième plus long dolmen à couloir de Bretagne après celui de Mané-Rutual. Sa largeur de 0,8 m et sa hauteur avoisinant 1,5 m, restent à peu près constantes de bout en bout, si ce n'est un léger étranglement à mi-longueur. Ses parois sont composées de vingt-neuf orthostates, la plupart en granite clair à grain fin, d'origine locale : quinze (dont deux en quartz) côté nord-est et quatorze côté sud-ouest. Le couloir est recouvert par neuf dalles de couvertures.
La chambre funéraire est de forme trapézoïdale (2,55 m de longueur, 2,45 m de largeur au fond mais seulement 2,10 m à l'entrée) et atteint 1,70 m de hauteur en moyenne. La taille de la chambre est « presque dérisoire » au regard de la masse du cairn et de la longueur du couloir d'accès, ce qui pose la question de sa fonction. Elle est située sensiblement au centre du cairn. Elle est délimitée par six orthostates. Elle est recouverte d'une unique dalle de couverture en orthogneiss pesant près de 17 tonnes. Charles-Tanguy Le Roux a montré par l'étude des cassures et des décors qu'elle correspond à l'un des trois fragments d'un menhir de 14 m de longueur, sans doute élevé non loin du grand menhir brisé d'Er Grah. Les deux autres fragments ont été réutilisés dans la couverture de la Table des Marchand pour l'un et pour celle du caveau d'Er Vinglé, situés tous deux à Locmariaquer, à environ 4 km de Gavrinis.
La qualité générale de la construction est exceptionnelle. Tous les orthostates sont calés dans une rigole de fondation de 40 cm de profondeur, creusée dans le rocher, et remplie de sable. Les dalles ont été sélectionnées et parfois retaillées afin de minimiser les interstices. Le sol est dallé. Il suit la pente naturelle du terrain et s'élève de 1 m entre l'entrée du cairn et celle de la chambre. Le dallage repose sur un remblai de 0,5 à 0,8 m d'épaisseur constitué de pierrailles et de sable qui contribue au blocage des dalles de paroi et à la régularisation du sol.
Les fouilles de l'esplanade devant la façade du cairn ont révélé la présence de plusieurs fosses, dont la plus grande mesure 6 m de longueur sur 0,80 m de profondeur, dans lesquelles furent retrouvées des plaquettes en granite et de nombreux galets en quartz de type dreikanter. La fouille a aussi révélé la présence de traces charbonneuses et d'une traînée cendreuse sur plus de 15 m de long. La datation au carbone 14 des charbons indique que cet incendie a eu lieu entre 3400 et 2900 av. J.-C. et correspond probablement à la période de condamnation de l'accès au couloir par comblement avec de la pierraille. L'ensemble du cairn fut alors recouvert d'une chape de sable pour en faire un monticule anonyme.

### Décor intérieur
« C'est de loin le monument mégalithique le plus somptueusement décoré de Bretagne et l'un des tout premiers en Europe »

— Charles-Tanguy Le Roux, Gavrinis, 1995, page 6.

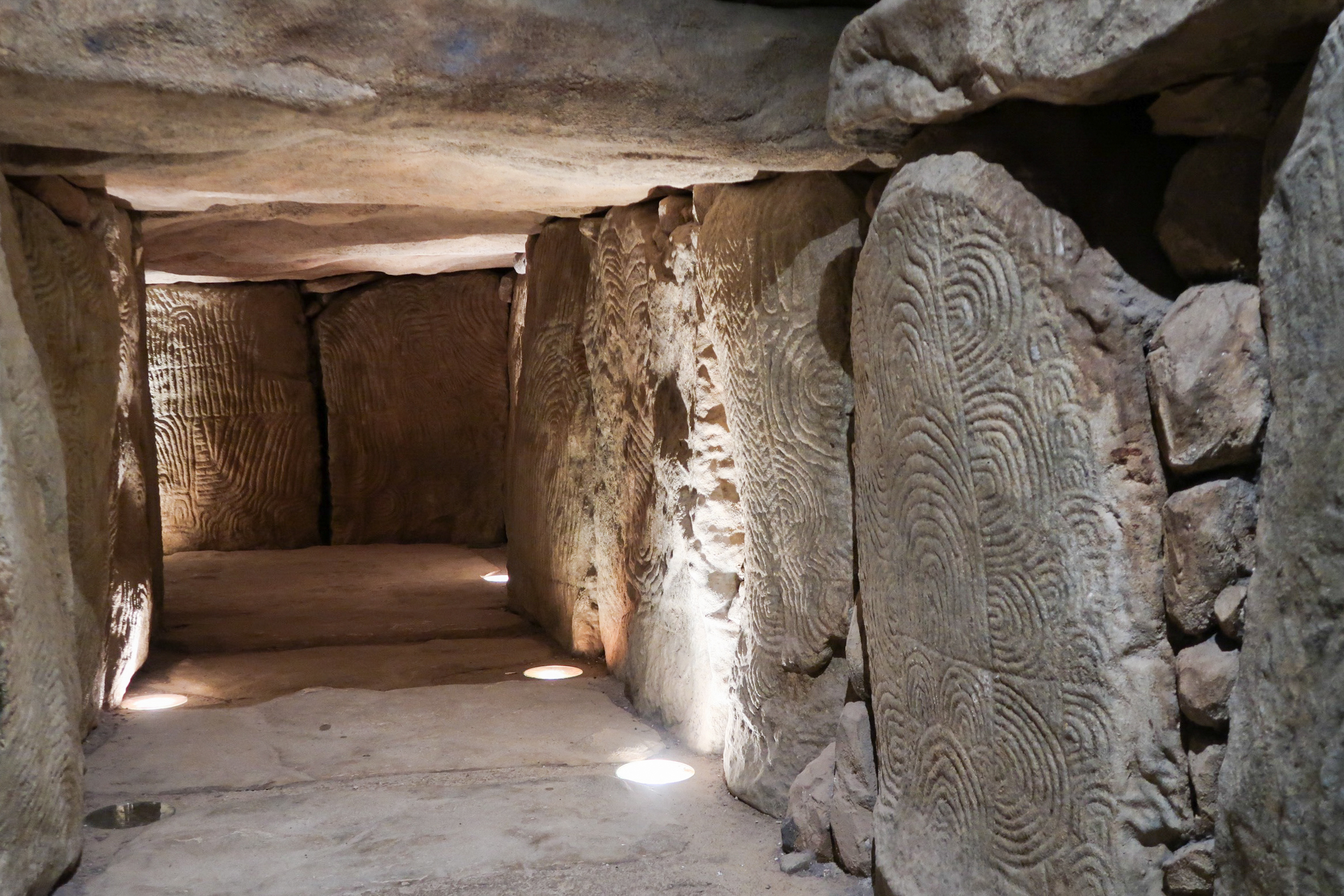
Réplique du couloir d'accès (Musée de Bougon).

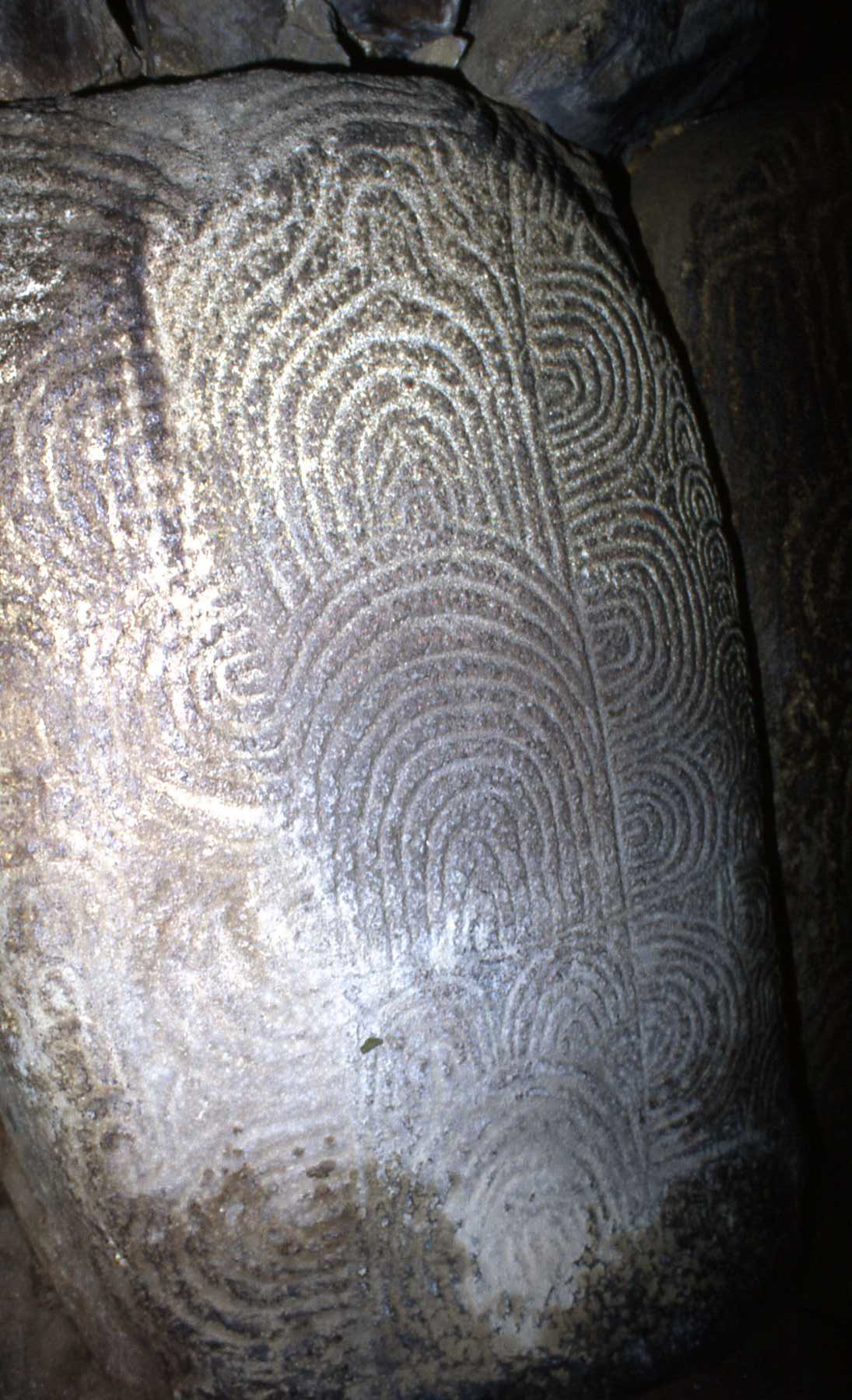
Orthostate gravé du motif de l'écusson.

Vingt-trois des vint-neuf orthostates sont ornés, le plus souvent sur toute leur surface, d'un décor composé de gravures et de motifs piquetés et gravés. L'ensemble représente une composition de près de 50 m2. Il est à noter que les représentations les plus soignées sont situées dans le couloir et non dans la chambre. Les pierres ont été dégrossies et régularisées par bouchardage, puis gravées à l'aide de galets en quartz mais il existe des décors plus sommaires qui ont été tracés directement sur une surface naturelle plus ou moins irrégulière. L'orthostate n°18 comporte ainsi un motif dit « cavité aux anneaux » : la cavité est d'origine naturelle, elle résulte de l'érosion marine d'un crapaud amphibolitique plus tendre que le granite environnant, elle fut ultérieurement surmontée de trois anneaux gravés. Quant à l'orthostate n°23, il comporte deux écussons juxtaposés exécutés directement sur la pierre brute en jouant de ses irrégularités naturelles.
Les dalles sont décorées de divers motifs (écussons composés d'arceaux emboîtés, crosses, haches, zigzags et méandres, cupules, spirales) conformes à celui visible dans les tombes et sur menhirs de la région durant les Ve millénaire av. J.-C. et IVe millénaire av. J.-C.. Les lames de haches sont parfois représentées par couple dissymétrique, le tranchant vers le bas, le talon vers le haut et à ces couples de lames de haches répondent souvent des couples de crosses. Selon Serge Cassen, l'ensemble pourrait refléter un des rapports de l'homme avec le monde. 
Les motifs sont parfois stylisés jusqu'à l'abstraction : la lame de hache (avec son talon pointu qui s'élargit jusqu'au tranchant) peut être figurée par un triangle allongé, isolé ou en groupe. L'outil complet peut se réduire à une simple ligne coudée ou à une sorte de croix asymétrique. Au contraire, des représentations plus réalistes montrent l'extrémité du manche recourbé en crosse ou sa base prolongée par une boucle. Le talon de certaines haches est perforé, ce qui suggère qu'elles étaient destinées à être suspendues et peut-être présentées en public, et qu'elles correspondaient à des biens socialement valorisés (haches surpolies en jadéite alpine destinée à l'élite locale, haches carnacéennes consacrées à des puissances surnaturelles).
Les faces masquées de trois orthostates et de la table de couverture (faces exposées côté masse du cairn) sont également ornées ce qui suggère qu'il y a eu réemploi de matériaux plus anciens. En effet, les gravures figurant à leur surface sont d'un style figuratif complètement différent de celui qu'on trouve à l'intérieur du dolmen. Le cas le plus spectaculaire est celui de la table de couverture, dont la face cachée est ornée d'une énorme « hache-charrue » (que Serge Cassen identifie comme étant la représentation d'un cachalot) de près de 3 m de long, d'un grand bovin vu de profil de plus de 2 m de long dont les cornes sont de taille exagérée (presque aussi longues que le corps de l'animal) et des cornes d'un caprin dont il manque le reste du corps figurant sur le fragment utilisé dans la Table des Marchands. L'orthostate n°15 (au fond de la chambre côté droit) comporte sur sa face cachée un décor composé d'une très belle hache emmanchée longue de 0,80 m, d'une seconde hache plus sommaire et d'un petit écusson quadrangulaire. La face cachée de l'orthostate n°19 (à la jonction du couloir et de la chambre côté gauche) est ornée d'une grande figure énigmatique traditionnellement interprétée comme une lame de hache dont le talon est serti dans une gaine. La pierre de seuil à l'entrée de la chambre comporte un décor de frises à chevrons sur ses deux chants et la face inférieure comporte un décor repiqueté.

## Variae

### Nécessité d'une nouvelle restauration
Les restaurations anciennes, notamment celle de 1980, dont l'objectif était de sécuriser l'accès au cairn et de lui rendre un aspect aussi conforme que possible à sa forme initiale supposée, ont été faites en utilisant du béton et du sable de mer, ce qui entraîne au fil des décennies une interaction néfaste avec le granite, provoquant notamment l'apparition de coulures brunes. Des travaux ont été programmés en 2021 pour enlever le béton et le remplacer par des matériaux plus neutres et réversibles. Un nouveau système d'éclairage sera également mis en place.

### Visite
La visite guidée du cairn se fait en prenant un bateau au départ de la cale de Pen Lannic, dans la commune de Larmor-Baden ou de celle de Port-Navalo (Arzon). Une réplique de l'intérieur du cairn est visible au musée des tumulus de Bougon dans les Deux-Sèvres.

### Influence
Les gravures du cairn de Gravinis ont fortement influencée l'œuvre du peintre Jean-Claude Bédard.